# Ярослав Соукуп
Ярослав Соукуп (чеськ. Jaroslav Soukup нар. 12 липня 1982 , Нови-Їчишин, Чехія) — чеський біатлоніст, бронзовий призер Олімпійських ігор, дворазовий бронзовий призер чемпіонату світу з біатлону, призер етапів кубка світу з біатлону.

## Виступи на Олімпійських іграх
| Рік  | Місце проведення | Інд | Спр | Пр | МС | Ест |
| 2010 | Ванкувер         | 30  | 52  | 51 |    | 7   |
| 2014 | Сочі             |     | 3   |    |    |     |

## Виступи на чемпіонатах світу
| Рік  | Місце проведення     | Інд | Спр | Пр | МС | Ест | ЗМ |
| 2007 | Антхольц-Антерсельва | 53  | 32  | 33 |    |     |    |
| 2008 | Естерсунд            |     | 58  | 49 |    | 7   | 12 |
| 2009 | Пхьончхан            | 11  | 37  | 49 |    | 10  |    |
| 2011 | Ханти-Мансійськ      | 79  | 76  |    |    | 10  |    |
| 2012 | Рупольдінг           | 3   | 43  | 21 | 11 | 9   |    |
| 2013 | Нове Место-на-Мораві | 39  | 27  | 42 |    | 6   | 3  |

## Кар'єра в Кубку світу
Першим роком Ярослава в біатлоні був 1999 рік, а починаючи з 2004 року він почав виступати за національну збірну Чехії з біатлону. Наразі найвищим досягненням Ярослава на етапах Кубка світу з біатлону є 3 місце, яке він виборов у  персьюті у 2011 році.
- Дебют в кубку світу — 26 січня 2002 року в естафеті в Обергофі — 6 місце.
- Перше попадання в залікову зону — 20 січня 2006 року в  гонці переслідування в Антерсельві — 36 місце.
- Перший  подіум — 4 грудня 2011 року в  гонці переслідування в Естерсунді — 3 місце.

## Загальний залік в Кубку світу
- 2005-2006 — 74-е місце (12 очок)
- 2006-2007 — 62-е місце (29 очок)
- 2007-2008 — 54-е місце (50 очок)
- 2008-2009 — 43-е місце (175 очок)
- 2009-2010 — 37-е місце (211 очок)
- 2010-2011 — 44-е місце (192 очки)
- 2011-2012 — 25-е місце (380 очок)
- 2012-2013 — 56-е місце (87 очок)

## Статистика стрільби
| № п/п | Сезон     | Загальна        | Індивідуальна гонка | Спринт         | Гонка переслідування | Мас-старт      | Естафета      |
| ----- | --------- | --------------- | ------------------- | -------------- | -------------------- | -------------- | ------------- |
| 1     | 2001-2002 | 90,9% (10/11)   | 0,0% (0/0)          | 0,0% (0/0)     | 0,0% (0/0)           | 0,0% (0/0)     | 90,9% (10/11) |
| 2     | 2003-2004 | 78,8% (63/80)   | 85,0% (17/20)       | 80,0 (32/40)   | 70,0% (14/20)        | 0,0% (0/0)     | 0,0% (0/0)    |
| 3     | 2004-2005 | 69,6% (32/46)   | 0,0% (0/0)          | 80,0% (8/10)   | 75,0% (15/20)        | 0,0% (0/0)     | 56,3% (9/16)  |
| 4     | 2005-2006 | 79,2% (103/130) | 85,0% (17/20)       | 76,0% (38/50)  | 80,0% (48/60)        | 0,0% (0/0)     | 0,0% (0/0)    |
| 5     | 2006-2007 | 76,3% (213/279) | 76,7% (46/60)       | 81,3% (65/80)  | 74,0% (74/100)       | 0,0% (0/0)     | 71,8% (28/39) |
| 6     | 2007-2008 | 77,0% (194/252) | 85,0% (34/40)       | 73,8% (59/80)  | 76,3% (61/80)        | 0,0% (0/0)     | 76,9% (40/52) |
| 7     | 2008-2009 | 83,4% (267/320) | 81,7% (49/60)       | 83,3% (75/90)  | 85,8% (103/120)      | 0,0% (0/0)     | 80,0% (40/50) |
| 8     | 2009-2010 | 83,0% (278/335) | 86,3% (69/80)       | 77,8% (70/90)  | 82,0% (82/100)       | 85,0% (17/20)  | 88,9% (40/45) |
| 9     | 2010-2011 | 73,4% (251/342) | 81,3% (65/80)       | 68,0% (68/100) | 73,0% (73/100)       | 85,0% (17/20)  | 66,7% (28/42) |
| 10    | 2011-2012 | 79,5% (345/434) | 88,3% (53/60)       | 71,0% (71/100) | 82,5% (99/120)       | 83,0% (83/100) | 72,2% (39/54) |
| 11    | 2012-2013 | 79,7% (200/251) | 82,5% (33/40)       | 81,4% (57/70)  | 75,0% (60/80)        | 0,0% (0/0)     | 82,0% (50/61) |